# Eupithecia karadaghensis
Eupithecia karadaghensis is een vlinder uit de familie spanners (Geometridae). De wetenschappelijke naam is voor het eerst geldig gepubliceerd in 1988 door Mironov.
De soort komt voor in Europa.